# NGC 1515
NGC 1515 ist eine Balken-Spiralgalaxie vom Hubble-Typ SBbc im Sternbild Dorado am Südsternhimmel. Sie ist schätzungsweise 45 Millionen Lichtjahre von der Milchstraße entfernt und hat einen Durchmesser von etwa 135.000 Lichtjahren. 
Im selben Himmelsareal befinden sich unter anderem die Galaxien PGC 14350, PGC 14406, PGC 14523, PGC 421833.
Das Objekt wurde am 23. Dezember 1837 von John Herschel entdeckt.